# 町村泰貴
町村 泰貴（まちむら やすたか、1960年3月14日 - ）は、日本の法学者。専門は、民事手続法・サイバー法・フランス法:6。学位は法学修士。成城大学教授。神奈川大学非常勤講師。
曾祖父は町村金弥、祖父に町村敬貴、父は町村泰男、息子に指揮者・声楽家・お笑い芸人の町村彰がいる。また大叔父に町村金五、その息子で政治家であった町村信孝も親族にあたる、まちむら農場の創業者一族の一人。

## 経歴
東京都出身:6。私立成蹊中学校・高等学校卒業後、1979年4月に北海道大学法学部に進学し、1984年3月に卒業した。同年4月から北海道大学大学院法学研究科へ進んだ後、修士課程を修了し:6、1987年3月まで在籍した。
同年4月から同大学の法学部にて助手を務める。翌年3月に退官し、4月から小樽商科大学商学部にて、講師を務め、1990年から助教授を務めた。1999年3月に退官した後、4月から亜細亜大学法学部にて助教授を務め、2001年から教授を務めた。2003年3月に退職した後、同年4月から南山大学法学部や同大学の大学院法務研究科にて教授を務めた。2007年3月に退職した後、2018年3月まで北海道大学大学院法学研究科にて教授を務めた。この間、2015年3月から4月までポワティエ大学法律・社会学部の客員教授を務めた他、2016年4月から2022年9月まで放送大学の大学院文化科学研究科にて客員教授を務めた。
北海道大学退職後は、2018年4月から成城大学法学部にて教授を務めている:6。

## 主張
表現の自由の観点から、民間のSNSサイト運営業者による規制に反対する立場を取っているものの、「各国の歴史的背景や法制度の違いから共通のルールを作ることは難しく、運営業者は国際基準で厳しい方のルールに従わざるを得ない」と、規制する背景に理解を示している。また、政府によるネット検閲に関しても憲法違反であるため反対する立場を取っている。
2012年11月に当時文部科学大臣であった田中眞紀子が3大学の新設を却下した際には、自身のブログにて、既存の大学の学部新設は認可されるのであれば、既存の大学の既得権益化が進むとして、批判した。
選択的夫婦別姓制度導入に賛同する。「現制度は女子差別撤廃条約の規定から問題がある」、「同性婚を世界中がこぞって制度化しているわけだが、その対象者は大きく見積もって10%程度。90%の人々には関係のない話であっても、結婚制度は男女のものという非常に基本的なところから見直す必要がある、それが共生社会の人権保障のあり方というものである」と述べる。
天下り問題に対する舌鋒はツイッターを中心に鋭い。また自身のブログでもたびたび言及している。ただし国立大学教授だった人間が定年退官後に私立大学へ再就職すること自体は天下りでは無いので何も問題が無いとツイートして賛意を示している。
北海道外への出張が多い上、北海道内に対する言及が精々空港の事や列車など移動機関に対してしか存在せず、中央政府や自身の留学先だったフランスに関する事が本人のツイートやブログから多数見受けられる為、地方には思い入れは無く、首都圏や欧州への憧れが強い。高校進学時に首都圏の私立高校に進学していることが中央志向の考え方に大きな影響を与えている。
死刑廃止論者。「二、三年前にフランスの法律の先生に聞いたら、今でもフランスで死刑の是非を問う調査をやったら、死刑復活の方が多くなるかもと言っていた。それでも政治的に死刑廃止を選択している。」と述べており、ヨーロッパにおける一般大衆と法学者との刑法に対する意識の大きな乖離やポリティカル・コレクトネスに疲れた人々に対して早くから認識していることを明かしている。
共謀罪については反対の立場。本人のツイッター上において頻繁に戦前の治安維持法を引き合いに出して政府に対して批難している。これは、戦前戦中に自身の生家である町村家から町村金吾や親族の原文兵衛など、治安維持法を実際運用していた内務省の官僚の中でも治安対策のトップである警視総監まで勤めたような大物官僚や、同じく内務官僚だった秋山進など当時の内務省内に多数一族が関わっていた事に対する自責の念からの行動である。
歴史認識問題では南京大虐殺はあったという見解。
適格消費者団体 認定NPO法人 消費者支援ネット北海道の3代理事長であったが、監督官庁である消費者庁については徳島県の移転へ反対している。地方大学の教授が中央省庁の地方移転に反対の立場を明確にするのは異例である。

## 著書
- 『ドメインネーム紛争』 松尾和子, 佐藤恵太編 分担執筆 弘文堂 2001年
- 『勝てる!?離婚調停』 池内ひろ美と共著 日本評論社 2004年初版・2006年第2版
- 『法学講義　民事訴訟法』 小林秀之編 分担執筆 悠々社 2006年
- 『表現の自由とプライバシー　憲法・民法・訴訟実務の総合的研究』 田島泰彦, 山野目章夫, 右崎正博編 分担執筆 日本評論社 2006年
- 『Q&Aケータイの法律問題』 根田正樹と共編 弘文堂 2007年
- 『実践的eディスカバリ : 米国民事訴訟に備える』 小向太郎と共編 NTT出版 2010年
- 『新法学講義　民事訴訟法』 小林秀之編 分担執筆 悠々社 2012年
- 『法はDV被害者を救えるか : 法分野協働と国際比較（JLF叢書）』 法執行研究会編 分担執筆 商事法務 2013年
- 『電子商取引法』 松本恒雄, 齋藤雅弘と共編 勁草書房 2013年
- 『消費者のための集団裁判 : 消費者裁判手続特例法の使い方』 大学図書 2014年
- 『社会と主権』 大崎達司編 分担執筆 法政大学出版局 2014年

## 受賞
- 特定非営利活動法人デジタル・フォレンジック研究会 普及・啓発賞[3][5]